# Tyszowce
Tyszowce este un oraș în Polonia.